# Wiesława Frejmanówna
Wiesława Frejmanówna – polska piosenkarka, popularna w latach 50. XX wieku.

## Życiorys
W 1956 roku ukończyła Państwową Wyższą Szkołę Muzyczna w Łodzi, klasę śpiewu profesor Olgi Olginy. W 1965 roku wyjechała do Chicago.

## Kariera
Wiesława Frejmanówna piosenki zaczęła nagrywać w 1956 roku z Orkiestrą Rozgłośni Łódzkiej Polskiego Radia. Pierwszą nagraną przez nią piosenką była ''Brazylia''. Muzykę napisał Ary Barosso, a słowa Kazimierz Winkler. Następnie nagrała jeden z jej najpopularniejszych utworów ''To śpiewa Paryż'', czyli zagraniczny przebój Édith Piaf, polskie słowa napisał Janusz Odrowąż. W latach 1956–1958 występowała i nagrywała z zespołem instrumentalnym Mieczysława Janicza. Z zespołem nagrywa nowe piosenki, m.in. ''Rumba Ho'', ''Uliczka w Sewilli'', ''Pangajo'', czy ''Tobie dałam serce me''.

## Dyskografia
Dyskografia Wiesławy Frejmanówny nie jest duża. Nie doczekała się ona żadnej solowej płyty, jej piosenki ukazywały się na tzw. składankach.

### Płyty szelakowe
- Muza 3108 – Brazylia[11]
- Muza 3133 – To śpiewa Paryż[12]
- 1958: Muza 3288 – Tobie dałam serce me[13][14]
- Muza 3289 – Uliczka w Sewilli[15]
- Muza 3290 – Pangajo[16][17]

### Czwórki
- Muza N 0026 – To śpiewa Paryż[18]
- Muza N 0136 – To śpiewa Paryż[19][20]
- Muza N 0139 – Tobie dałam serce me[21]
- Pronit N 0027 – Uliczka w Sewilli, Rumba Ho[22]
- Pronit N 0040 – Tobie dałam serce me[23]

### Płyty winylowe 10 calowe
- Pronit L 0199 – Pangajo[24]
- Pronit L 0342 – To śpiewa Paryż[25]

### Płyty kompaktowe
- Muza PNCD 1615 – Tobie dałam serce me[26]